# Monstres et Cie : L'Île de l'épouvante
Pour les autres jeux vidéos, voir Monstres et Cie (jeu vidéo) et Monstres et Cie : Atelier de jeux.
 (juin 2019).
Si vous disposez d'ouvrages ou d'articles de référence ou si vous connaissez des sites web de qualité traitant du thème abordé ici, merci de compléter l'article en donnant les références utiles à sa vérifiabilité et en les liant à la section « Notes et références ».
Monstres et Cie : L'Île de l'épouvante (Monsters, Inc. Scream Team) est un jeu vidéo de plates-formes et d'aventure sorti en 2001 et 2002 sur PlayStation, PlayStation 2 et Windows. Le jeu a été développé par Behaviour Interactive, anciennement Artificial Mind & Movement (A2M) 
Édité par Sony Computer Entertainment, il est basé sur le film d'animation Monstres et Cie de Pixar.

## Synopsis
Comme dans le film d'animation, l'usine de Monstres et Cie dirigée par Henri Waternoose utilise les cris des enfants pour les transformer en énergie. Sulli et Bob sont choisis pour participer au programme d'entrainement dans les installations privées de l'usine.

## Système de jeu
Le jeu commence par un programme d'orientation animé par Germaine, pour découvrir le système de jeu et les commandes. Les niveaux sont répartis en trois zones (la zone urbaine, la zone désertique et la zone arctique), chacune divisée en quatre mondes. 
À chaque niveau, le joueur choisit d'incarner Sulli ou Bob, chaque personnage ayant des aptitudes différentes. Le but est de faire peur à des enfants-robots, en appuyant en rythme sur les boutons affichés à l'écran. 
Des médailles sont donnés à chaque niveau en fonction de l'objectif atteint (faire peur à 5 enfants-robots pour la médaille de bronze, obtenir 10 jetons cachés pour la médaille d'argent, et faire peur à tous les enfants-robots de la zone pour la médaille d'or). La médaille de bronze est nécessaire pour passer au niveau suivant. Obtenir les quatre médailles de bronze dans chaque zone débloque un pouvoir permettant d'atteindre des zones auparavant inaccessibles.